# Schwinkendorf
Schwinkendorf ist ein Ortsteil der Gemeinde Moltzow im Landkreis Mecklenburgische Seenplatte in Mecklenburg-Vorpommern in Deutschland.

## Geografie
Schwinkendorf liegt zwischen Malchin und Waren (Müritz). Fünf Kilometer südöstlich des Malchiner Sees gelegen, hat das Ortsgebiet einen Anteil am Naturpark Mecklenburgische Schweiz und Kummerower See. Die Gemarkung Schwinkendorf grenzt im Norden an den Landkreis Rostock.
Zu Schwinkendorf gehören die Ortsteile Langwitz, Lupendorf, Tressow und Ulrichshusen.

## Geschichte
Der Ort Schwinkendorf ist eine deutsche Gründung aus dem frühen 13. Jahrhundert. Der Ort war ein freies Bauerndorf, wenn auch dem Gut Hahn-Basedow verpflichtet. Die Gutswirtschaft fasste hier erst 1832 Fuß. Der Gutshof wurde zwischen 1841 und 1902 zu einer stattlichen Anlage ausgebaut. Vor 1945 diente das Gutshaus dem Gutsverwalter als Wohnhaus. Nach 1945 bis in die 1960er-Jahre hinein beherbergte das Gutshaus die Gemeindeverwaltung (Rat der Gemeinde), einen Kindergarten und Wohnungen. Heute sind nur noch Reste des Gebäudes erhalten. Dem Verfall des Gutshauses wurde durch die örtliche Verwaltung nichts Wesentliches entgegengesetzt. Ebenso verwilderte der kleine Park um das Kriegerdenkmal und es gab kaum Widerstand gegen dessen Beseitigung, als auf dem Grundstück des ehemaligen Kriegerdenkmals ein Wohnhaus für den damaligen LPG-Vorsitzenden entstand. Der Gedenkstein der Denkmalsanlage befindet sich heute auf dem Kirchhof des Ortes in der Nähe des am Kirchturm gelegenen Eingangs.
In Schwinkendorf wie auch in den Nachbarorten gab es erst seit den 1950er-Jahren eine elektrische Stromversorgung. Eine zentrale Trinkwasserversorgungsanlage gab es sogar erst seit dem Ende der 1960er-Jahre. Davor gab es für die Dorfbewohner nur Wasser aus privaten und wenigen öffentlichen Handpumpen. In den 1960er-Jahren wurde auch die bis dahin vierklassige Grundschule durch Neubauten zu einer zehnklassigen Polytechnischen Oberschule für die Kinder aus Schwinkendorf und den umliegenden Orten ausgebaut.
Seit den 1940er-Jahren wurde der Ort auch von Menschen aus Bessarabien geprägt, die ihre Heimat aufgrund des Hitler-Stalin-Paktes verlassen mussten und „Heim ins Reich“ geholt wurden.
Neben der Landwirtschaft spielt heute der Tourismus (Hotel, Reiterhof) eine Rolle in der Gemeinde, die jetzt wieder nur Standort einer Grundschule sowie einer Kindertagesstätte ist.

### Eingemeindungen
Langwitz wurde am 1. Januar 1951 nach Schwinkendorf eingemeindet. Tressow kam am 1. Januar 1968 zu Lupendorf, das am 13. Juni 2004 wiederum nach Schwinkendorf eingemeindet wurde. Mit Wirkung vom 1. Januar 2013 schließlich wurde Schwinkendorf nach Moltzow eingemeindet.

## Sehenswürdigkeiten
- Schloss Ulrichshusen ist eines der bedeutendsten Renaissancebauwerke Mecklenburgs. Das 1562 errichtete und nach einem Brand 1624 wiederhergestellte Schloss war nach 1945 Flüchtlingsquartier und Ladenlokal, brannte 1987 bis auf die Grundmauern aus und wurde ab 1993 restauriert. Zu der als Gastspielort genutzten Schlossanlage gehört ein Park am Ulrichshusener See.

- Die Dorfkirche in Schwinkendorf stammt im Kern aus dem 13. Jahrhundert. Ein freier Bauer stiftete im Jahr 1495 der schon damals 250 Jahre alten Kirche den Turm. Von der Turmspitze, wird erzählt, konnte man bis ins etwa 75 Kilometer entfernte Rostock blicken. Die heutige Kirchturmhaube wurde nach einem Brand 1894 aufgesetzt. In der Nähe der Kirche befindet sich ein sehenswertes altes Pfarrhaus.

- Die heutigen Ortsteile Tressow und Lupendorf waren Gutsdörfer, was heute noch an der Siedlungsstruktur erkennbar ist.

- Hexeneiche beim Schloss Ulrichshusen mit einem Brusthöhenumfang von 7,60 m (2016).[4]

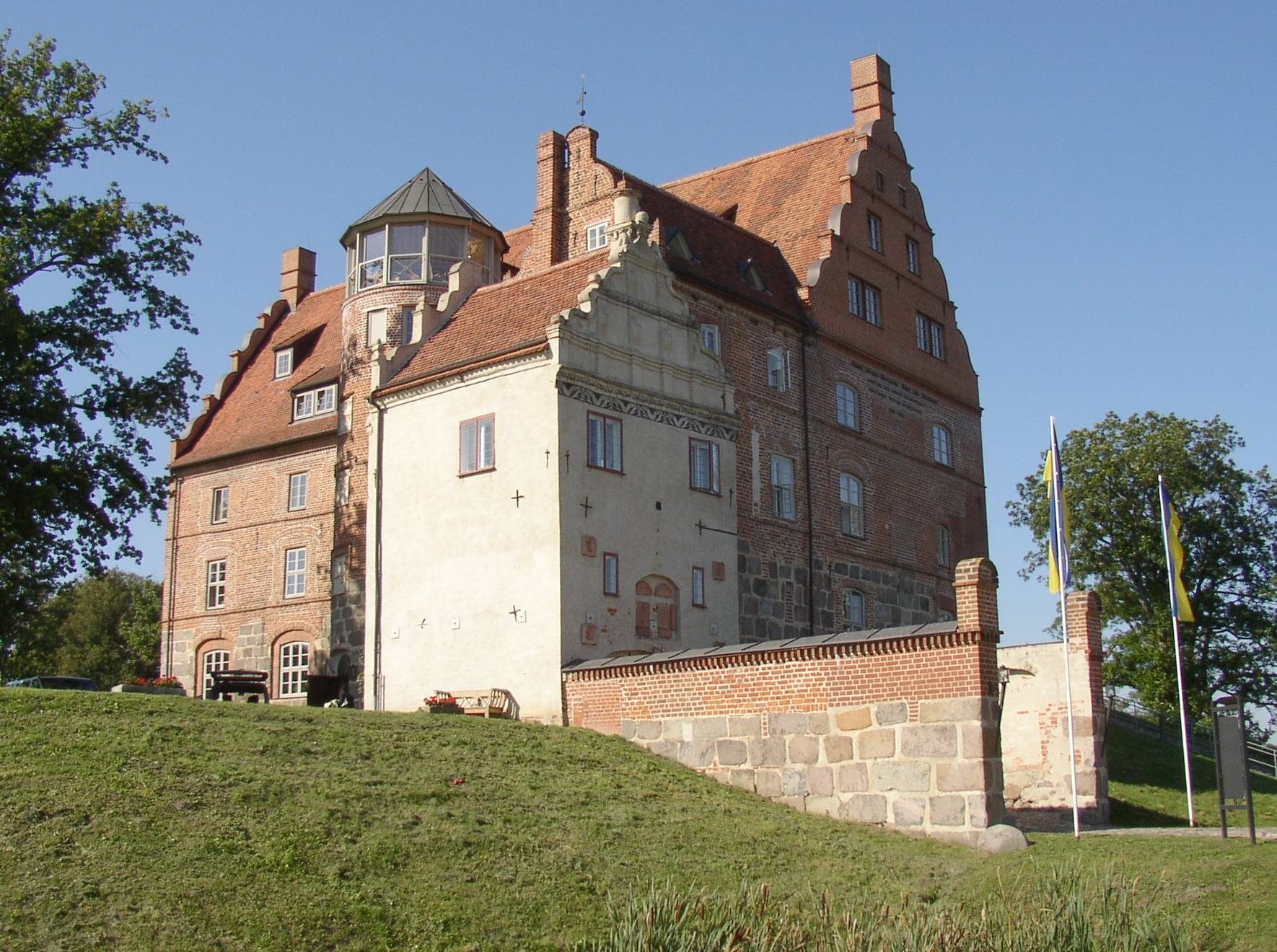
Schloss Ulrichshusen
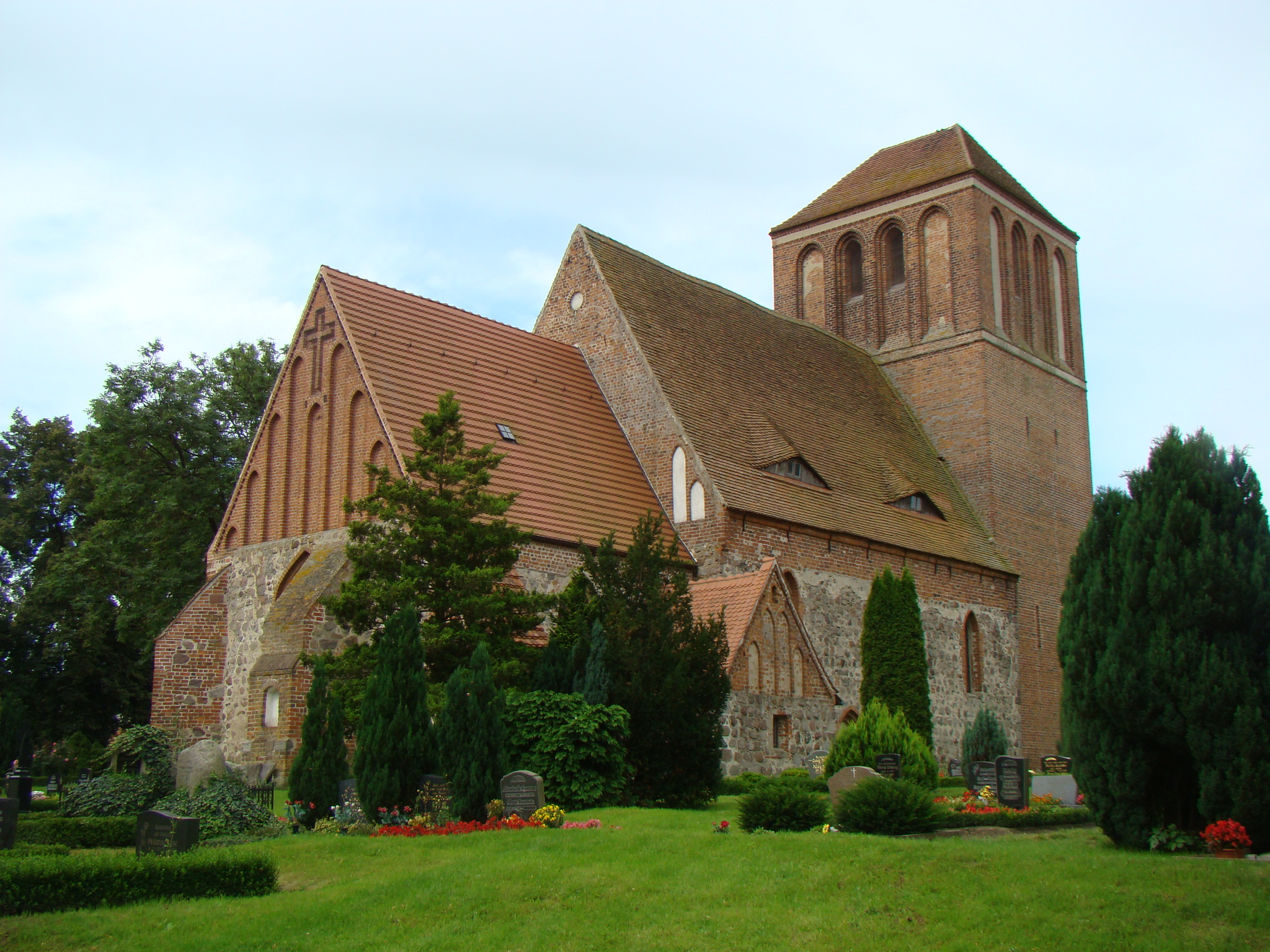
Kirche in Schwinkendorf
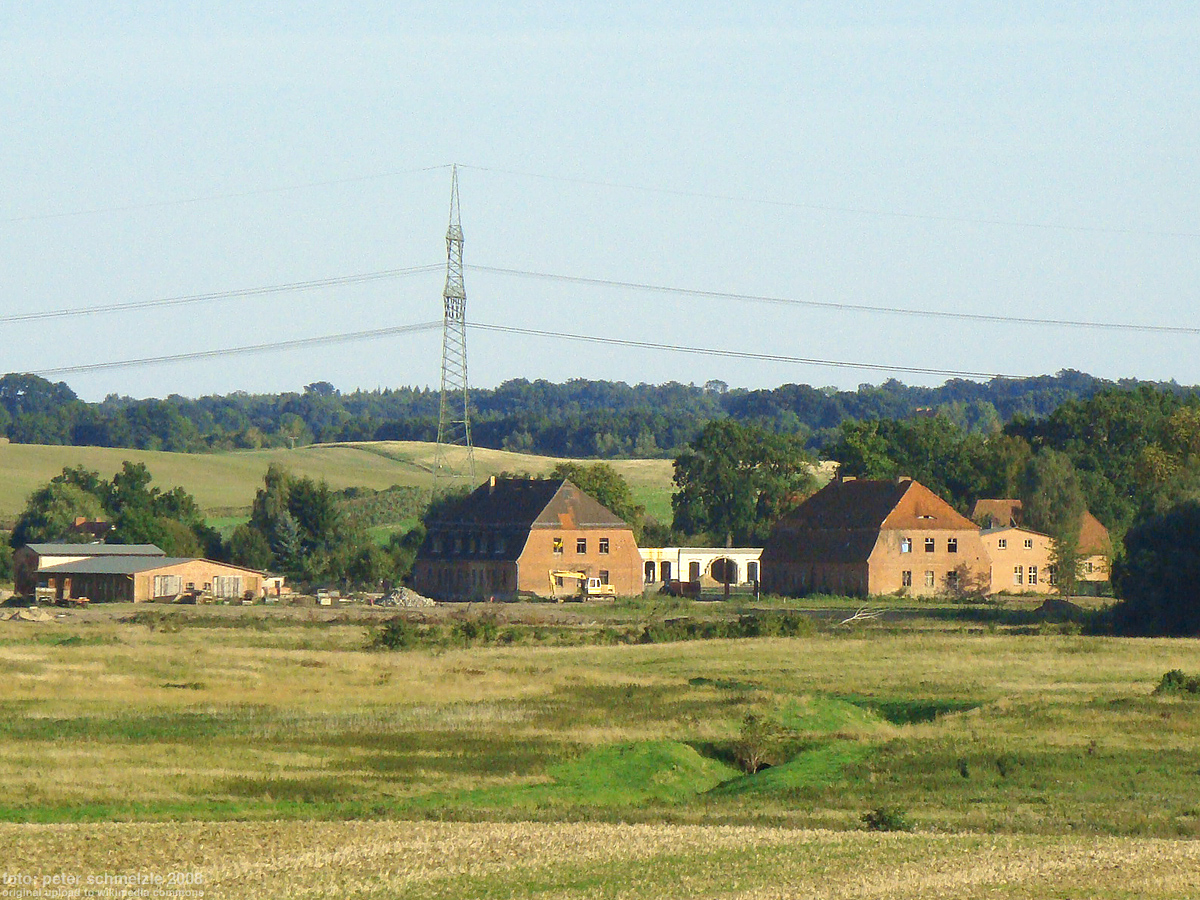
Gutshof Tressow

## Infrastruktur
Schwinkendorf liegt an der Landstraße von Malchin nach Moltzow (Anschluss an die B 108). Der nächste Bahnhof befindet sich in der 15 Kilometer entfernten Stadt Malchin. Der Bahnhof Schwinkendorf lag an der 1879 eröffneten Bahnstrecke Waren–Malchin; der Verkehr auf dieser wurde 1996 eingestellt und die Strecke zwei Jahre später stillgelegt. Die Strecke wurde letztmals am 16. Juni 1996 von einem Zug befahren.

## Regelmäßige Veranstaltungen
Eine jahrzehntealte Tradition hat der Reitsport in Schwinkendorf: Hier finden jährlich Turniere statt – 1997 wurden die deutschen Meisterschaften in Schwinkendorf ausgetragen.
Seit 1994 finden Konzertaufführungen im Rahmen der Festspiele Mecklenburg-Vorpommerns im Schlosskomplex des Ortsteiles Ulrichshusen statt. Hier gastierten unter anderem Yehudi Menuhin, Anne-Sophie Mutter und Igor Oistrach.

## Persönlichkeiten

### Schwinkendorf
- Johann Enoch Wilhelm Brummerstädt (1803–1878), Klassischer Philologe, Pädagoge und 1848/49 Mitglied der Mecklenburgischen Abgeordnetenversammlung

### Tressow
- Ida Hahn-Hahn (1805–1880), Schriftstellerin